# Evolution (альбом Boyz II Men)
«Evolution» — альбом квартету Boyz II Men, виданий в вересні 1997 року. Це була остання студійна робота, виданий лейблом Motown Records.
Існує іспаномовна версія альбому під назвою «Evolución».

## Список композицій
1. «Doin' Just Fine»
2. «Never»
3. «4 Seasons of Loneliness»
4. «Girl in the Life Magazine»
5. «A Song for Mama»
6. «Can You Stand the Rain»
7. «Can't Let Her Go»
8. «Baby C'mon» (
9. «Come On»
10. «All Night Long»
11. «Human II (Don't Turn Your Back on Me)»
12. «To the Limit»
13. «Dear God»
14. «Just Hold On»
15. «Can't Let Her Go»
16. «Wishes»[2]